# Comuna Pietroșani, Argeș
Pietroșani este o comună în județul Argeș, Muntenia, România, formată din satele Bădești, Gănești, Pietroșani (reședința), Retevoiești și Vărzăroaia.

## Așezare
Comuna se află în zona central-nordică a județului, pe malurile Râului Doamnei. Este străbătută de șoseaua județeană DJ731, care o leagă spre nord de Domnești (unde se intersectează cu DN73C), Corbi și Nucșoara și spre sud de Coșești și Dărmănești (unde se termină în DN73). La Retevoiești, din acest drum se ramifică șoseaua județeană DJ731D, care duce spre sud la Coșești, Dărmănești și Micești.

## Demografie
Componența etnică a comunei Pietroșani
     Români (91,09%)
     Romi (5,08%)
     Alte etnii (0,06%)
     Necunoscută (3,78%)
Componența confesională a comunei Pietroșani
     Ortodocși (88,89%)
     Evanghelici (5,81%)
     Alte religii (1,24%)
     Necunoscută (4,06%)
Conform recensământului efectuat în 2021, populația comunei Pietroșani se ridică la 5.320 de locuitori, în scădere față de recensământul anterior din 2011, când fuseseră înregistrați 5.702 locuitori. Majoritatea locuitorilor sunt români (91,09%), cu o minoritate de romi (5,08%), iar pentru 3,78% nu se cunoaște apartenența etnică. Din punct de vedere confesional, majoritatea locuitorilor sunt ortodocși (88,89%), cu o minoritate de evanghelici (5,81%), iar pentru 4,06% nu se cunoaște apartenența confesională.

## Politică și administrație
Comuna Pietroșani este administrată de un primar și un consiliu local compus din 15 consilieri. Primarul, Eugeniu Pătru[*], de la Partidul Social Democrat, este în funcție din 2004. Începând cu alegerile locale din 2024, consiliul local are următoarea componență pe partide politice:
|  | Partid                          | Consilieri | Componența Consiliului | Componența Consiliului | Componența Consiliului | Componența Consiliului | Componența Consiliului | Componența Consiliului | Componența Consiliului | Componența Consiliului |
|  | ------------------------------- | ---------- | ---------------------- | ---------------------- | ---------------------- | ---------------------- | ---------------------- | ---------------------- | ---------------------- | ---------------------- |
|  | Partidul Social Democrat        | 8          |                        |                        |                        |                        |                        |                        |                        |                        |
|  | Partidul Național Liberal       | 4          |                        |                        |                        |                        |                        |                        |                        |                        |
|  | Alianța pentru Unirea Românilor | 2          |                        |                        |                        |                        |                        |                        |                        |                        |
|  | Uniunea Salvați România         | 1          |                        |                        |                        |                        |                        |                        |                        |                        |

## Istorie
La sfârșitul secolului al XIX-lea, comuna făcea parte din plaiul Nucșoara al județului Muscel și era formată din satele Pietroșani și Vărzăroaia, având 952 de locuitori, o biserică și o școală mixtă cu 62 de elevi. La acea vreme, pe teritoriul actual al comunei mai funcționau în același plai și comunele Bădești și Retevoești. Comuna Bădești avea un singur sat în alcătuire, cu o populație de 849 de locuitori; aici existau o moară de apă pe un iaz format de Râul Doamnei, o școală cu 45 de elevi înființată în 1883 și o biserică veche de lemn. Comuna Retevoiești, alcătuită din satele Retevoești și Gănești, avea două mori, două biserici și o școală cu 87 de elevi (dintre care 10 fete).
Anuarul Socec din 1925 consemnează desființarea comunei Bădeni, satul ei trecând la comuna Pietroșani. Aceasta și comuna Retevoiești făceau parte din plasa Râul Doamnei a aceluiași județ; comuna Pietroșani avea 2373 de locuitori în satele Bădești, Pietroșani și Vărzăroaia; iar comuna Retevoești avea 2825 locuitori în satele Corbu, Gănești, Lăpușani, Leicești și Retevoești.
În 1950, comunele au fost transferate raionului Pitești din regiunea Argeș. În 1968, ele au trecut la județul Argeș; tot atunci, comuna Retevoești a fost desființată, satele ei trecând la comuna Pietroșani.

## Monumente istorice

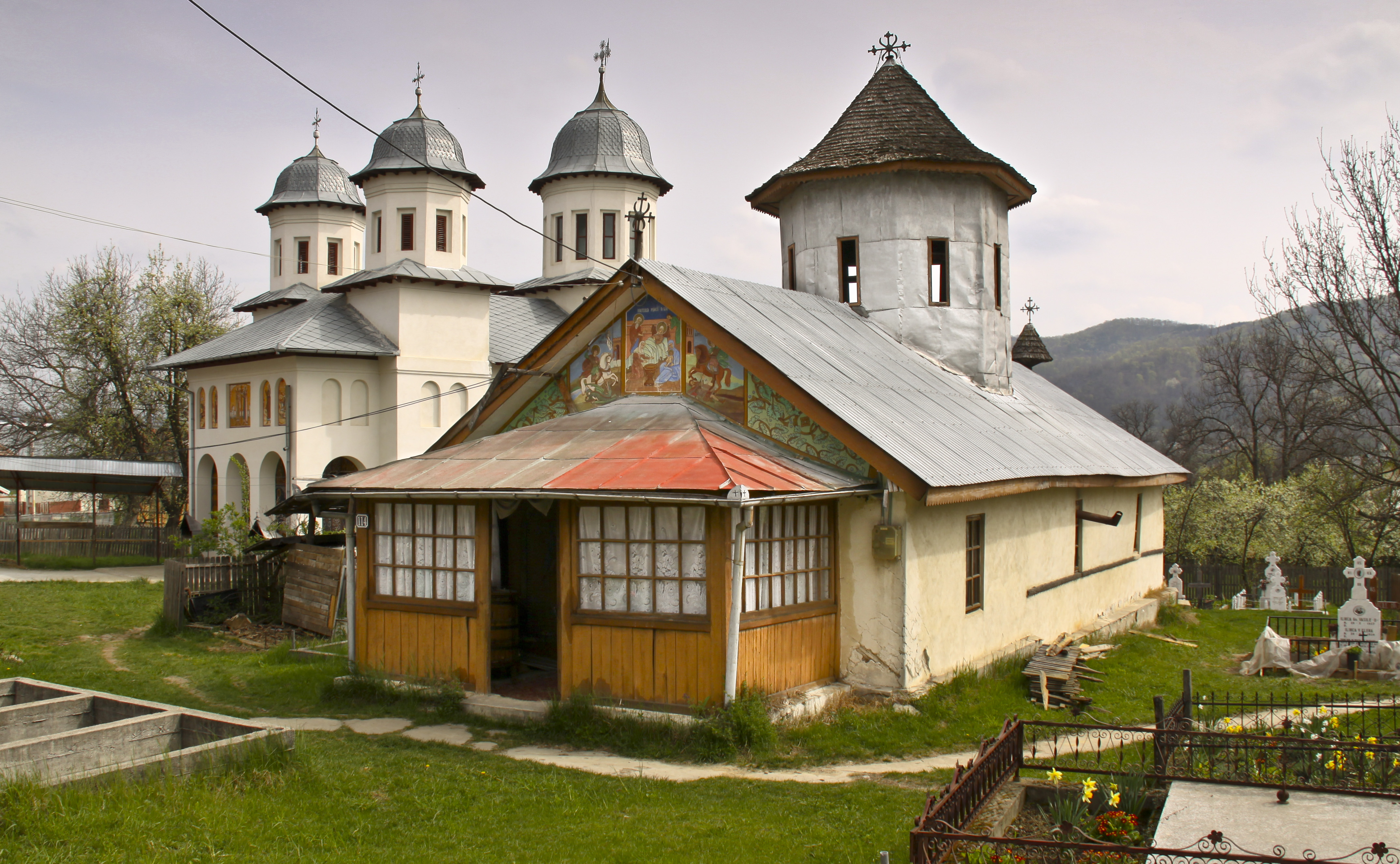
Biserica de lemn „Nașterea Maicii Domnului” din Gănești

În comuna Pietroșani se află siturile arheologice de interes național de la Retevoești. Situl de la „Cotul Mătușii”, la est de sat, pe terasa Văii Diaconului și Văii Crucii, cuprinde urme de așezări din eneolitic (cultura Sălcuța) și din Epoca Bronzului (cultura Tei). În situl de la „Siliște”, aflat pe proprietatea Stoicescu Miron, pe malul drept al Râului Doamnei, se află urmele unei curți boierești medievale, cu ruinele unei incinte și ale unei biserici din secolele al XV-lea–al XVI-lea. Tot de interes național sunt și monumentele memoriale sau funerare reprezentate de două cruci de piatră aflate în același sat, una din 1740 aflată pe drumul spre Vărzăroaia în dreptul casei Căvescu Valeriu, și una din 1740–1741 aflată în grădina lui Bucur Sârbescu.
În rest, alte cinci obiective din comună sunt incluse în lista monumentelor istorice din județul Argeș ca monumente de interes local, toate fiind clasificate ca monumente de arhitectură: biserica cu hramurile „Sfântul Nicolae”, „Cuvioasa Paraschiva” și „Sfânta Filofteia” (1896–1902) din Bădești; biserica de lemn „Nașterea Maicii Domnului” (mijlocul secolului al XIX-lea) din Gănești; primăria (1920); și școala veche (1909), ambele din Pietroșani; biserica „Sfânta Treime” (1795) și cula Drugănescu cu parcul (1822), ambele aflate în satul Retevoești.

## Personalități născute aici
- Sever Iosif Georgescu (n. 1942), fizician, inventator, profesor universitar și cercetător.